# 村岡美枝 (陸上選手)
村岡 美枝（むらおか みえ、1913年3月23日 - 没年不明）は、日本の陸上競技選手。専門は短距離走。

## 来歴

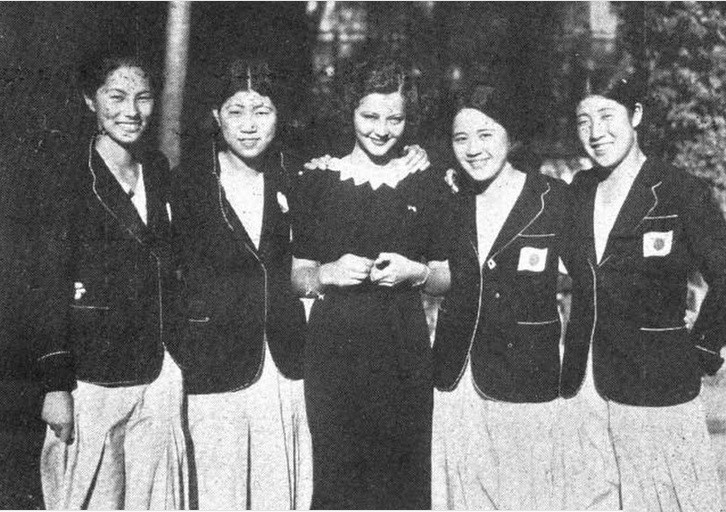
シルヴィア・シドニー（中央）と並んだロサンゼルス五輪日本女子リレーメンバー

愛知県生まれ。愛知県第一高等女学校（愛知県立明和高等学校の前身校の一つ）在学中の1930年にチェコスロヴァキアのプラハで開かれた第3回国際女子競技大会 (1930 Women's World Games) に代表選手として参加する（参加選手は6人で、人見絹枝、本城ハツ、中西みち、村岡美枝、渡辺すみ子、浜崎千代。人見以外は学生選手）。このとき代表の中心としてチームを引率した人見が翌1931年に死去した際に、葬儀で「お姉さんは女子スポーツに貢献されました。その大きな足跡はけっして消えることがないでしょう。私たちは非力ですが、遺志をつぐよう全力を尽くして頑張るつもりです」と弔辞を読んだ。
1932年ロサンゼルスオリンピックで女子400メートルリレー走に出場、日本チーム（他に中西みち・土倉麻・渡辺すみ子）は5位に入賞した。
1932年の日本陸上競技選手権大会において、女子200m走で優勝。